# 엄준욱

## 개요
엄준욱(嚴準旭, 1969년 ~ )은 대한민국의 소방공무원으로, 제16대 울산광역시 소방본부장으로 재직 중이다.

1991년 소방장학생으로 대구광역시 소방공무원 생활을 시작한 뒤, 인천·경북 소방학교장, 중앙119구조본부 영남119특수구조대장, 소방청 119구조과장 및 종합상황실장 등을 역임했다. 2020년 2월 6일 울산광역시소방본부장으로 임명되었으며, 이후 인천(2023년), 대구(2024년 기준 제23대 본부장) 등 주요 도시의 소방본부장을 역임했다.

## 생애
엄준욱은 1991년 대구광역시 소방장학생으로 임용되어 소방공무원으로서의 경력을 시작하였다.
이후 중앙119구조본부 영남119특수구조대장을 역임하며 구조현장 대응을 수행하였고, 소방청 119구조과장으로 재직하면서 구조 정책 수립과 전국 구조대 운영을 총괄하였다. 이어 119종합상황실장으로 근무하면서 국가 단위의 재난 상황관리 업무를 담당하였다.
경상북도소방학교장과 인천소방학교장으로 재직하며 소방 교육과 인재 양성에 관여하였고, 교육과정 운영 및 현장 중심 실무교육 강화에 참여하였다.
2020년 2월에는 제16대 울산광역시소방본부장으로 취임하였다. 재임 중 울산소방은 소방청이 주관한 겨울철 소방안전대책 종합평가에서 전국 19개 시·도 가운데 4위를 기록한 바 있다.
2023년에는 제24대 인천광역시소방본부장에 임명되었으며, 재임 기간 중 재난 대응 협력체계 강화와 예방 중심의 정책 추진에 참여하였다.
2024년 5월에는 제23대 대구광역시소방안전본부장으로 부임하였다. 대구지역의 화재·구조·구급 등 재난안전 업무를 총괄하고 있으며, 광역지자체 간 협업 및 지역 기반 대응력 강화를 위한 정책을 추진하고 있다.

## 경력
- 1991년 대구광역시 소방장학생 임용
- 중앙119구조본부 영남119특수구조대장
- 소방청 119구조과장
- 소방청 119종합상황실장
- 인천소방학교장
- 경상북도소방학교장[2]
- 제16대 울산광역시소방본부장 (2020년 2월 6일 임명)[15]
- 제24대 인천광역시소방본부장 (2023년 임명)[16]
- 제23대 대구광역시소방안전본부장 (2024년 5월 27일 임명)[1]